# Apeadero de Vila Cova
El Apeadero de Vila Cova fue una estación ferroviaria de la Línea de Leixões, que servía a la zona de Vila Cova, en el ayuntamiento de Oporto, en Portugal.

## Historia
Este apeadero se situaba en el tramo entre las Estaciones de Contumil y Leixões de la Línea de Leixões, que abrió a la explotación el 18 de septiembre de 1938.